# Jiří Ehl
Jiří Ehl (ur. 15 kwietnia 1803 w Josefovie, zm. 15 kwietnia 1884 w Chvalkovicach) – czeski duchowny rzymskokatolicki, muzyk, śpiewak, poeta, pedagog i organizator życia teatralnego.

## Życiorys
Urodził się 15 kwietnia 1803 w Josefovie. Ukończył Biskupskie Seminarium Duchowne w Hradcu Králové. Święcenia kapłańskie otrzymał 24 lipca 1829 roku. Do 1852 roku był kapelanem w mieście Červený Kostelec. Później był proboszczem w Boušínie (od 1852 roku) oraz w Chvalkovicach (od 1858 roku), skąd służył też jako administrator parafii w Hořičkach. W 1872 roku otrzymał Collare canonicale i siedem lat później został mianowany dziekanem osobistym. Zmarł 15 kwietnia 1884 w Chvalkovicach.

## Twórczość
Znakomity kaznodzieja, muzyk (obdarzeny genialnym słuchem oraz doskonałą pamięcią muzyczną, wybitny skrzypek) i śpiewak. Przy okazji instalacji dziekana Františka Kernera w 1840 roku skomponował uroczysty poemat, ale wiersze pisał już od czasów młodości. Jeszcze przed 1848 rokiem zarządzał amatorskiej grupie teatralnej w Czerwonym Kostelcu. Zysk z przedstawienia zawsze był poświęcony dla ubogich, chorych i potrzebujących dzieci oraz osób dorosłych. Poza tym był też współzałożycielem lokalnej biblioteki.
W całym regionie był bardzo popularną osobistością. W związku z tym stał się w 1848 roku naczelnym wodzem miejscowej gwardii narodowej. Ponadto był nominowany mieszkańcami czeskiego pochodzenia z całego wikariatu náchodzkiego do Sejmu Ustawodawczego oraz w nadchodzących wyborach do Sejmu Królestwa Czeskiego. Współpracował również w organizacji katolickiej „Diecésní jednota cyrillská v Hradci Králové”. On też był zainteresowany stanem miejscowej przyrody, na przykład następnego roku pomagał sadzić 7 drzew kasztanowca naprzeciwko kościoła św. Jakuba w Czerwonym Kostelcu.